# Shigeno Yasutsugu

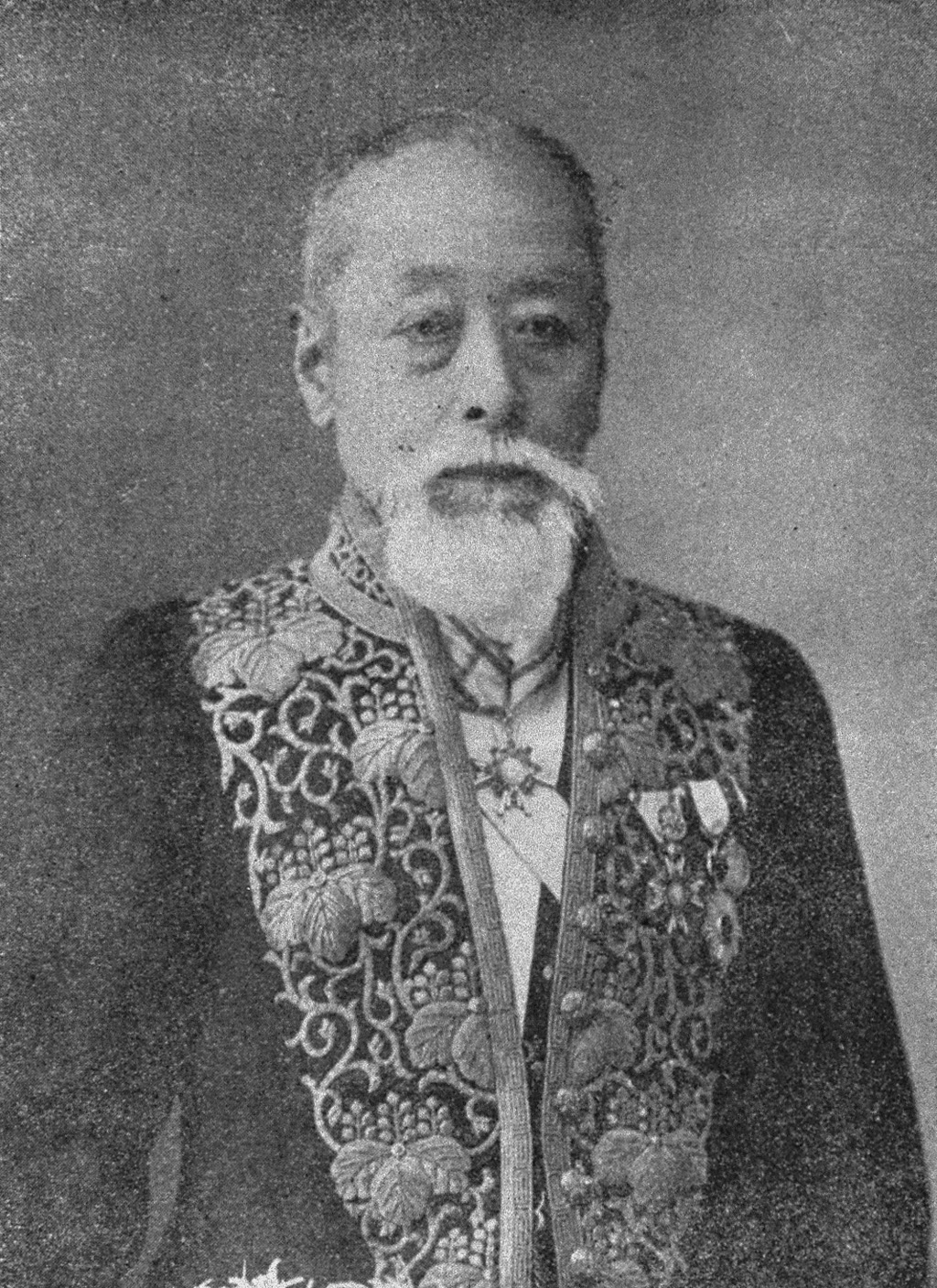
Shigeno Yasutsugu

Shigeno Yasutsugu (japanisch 重野 安繹, Go: Seisai (成斎); geboren 24. November 1827 in Sakamoto (Provinz Satsuma); gestorben 6. Dezember 1910 in Tokio) war ein japanischer Historiker und Sinologe.

## Leben und Wirken
Shigeno Yasutsugu begann 1848, finanziell unterstützt von seinem Han, in Edo ein Studium an der Ausbildungsstätte des Shogunats, der Shōheikō (昌平黌), wo unter anderen Shionoya Tōin (塩谷 宕陰; 1809–1867) und Yasui Sokken (1799–1867) seine Lehrer waren. 1857 kehrte er in die Heimat zurück und wurde Lehrer an der Han-Schule „Zōshikan“ (造士館). Er wurde aufgrund der Unterschlagung von Geldern eines Kollegen auf die Insel Amami-Ōshima verbannt. 1863 wurde er begnadigt und konnte in seine Heimat zurückkehren. 1863 erlebte er die Bombardierung von Kagoshima. Im selben Jahr stellte er im Auftrag seines Landesherrn Shimazu Hisamitsu das Werk „Ōchō Seikan“ (皇朝世鑑) – etwa „Übersicht über das Kaiserhaus“ zusammen.
Nach der Meiji-Restauration 1868 schloss sich Shigeno der politischen Linie von Ōkubo Toshimichi an. Er wurde 1875 stellvertretender Leiter des „Archivbüros des Großen Staatsrats“ (太政官修史局). Obwohl es Änderungen im Verwaltungssystem gab, leitete er konsequent die Sammlung historischer Materialien und sorgte für die Material-Zusammenstellungen „Shiryō kōhon“ (史料稿本) und „Dai Nihon hen’nen-shi“ (大日本編年史), schied dann 1893 aus der Regierung aus. Während dieser Zeit, im Jahr 1878, wurde er geschäftsführendes Mitglied der „Tokyo Gakushikai“ (東京学士会院) (später „Kaiserliche Akademie“ – 帝国学士院) und hielt häufig Reden, in denen er sich für die Etablierung  der Sinologie und der Geschichtswissenschaft einsetzte. 1890 wurde er Mitglied des Oberhauses des Parlaments und erstellte, zusammen mit dem Pädagogen Toyama Shōichi (外山 正一; 1848–1900), einen Plan für eine Kaiserliche Bibliothek. Von 1899 bis 1899 und von 1899 bis 1909 war er Professor am „Imperial University Literature College“, einer Vorläufereinrichtung der Universität Tokio, war am Aufbau des „Department of National History“ beteiligt und konnte 1887 den Historiker Ludwig Riess (1861–1928) als „O-yatoi gaikokujin“ gewinnen.
Auf der Grundlage seiner Lehren gründete Shigeno die Gesellschaft für Geschichte, die „Shigakkai“ (史学会) und leitete deren Zeitschrift „Shigakkai Zasshi“ (史学会雑誌), um die nationale Geschichte von der traditionell überbetonten Wirtschaftsentwicklung unabhängig zu machen. Weil er den akademischen Stil von „Dai Nihon-shi“ überwand und die Geschichten von Kojima Takanori und Kusunoki Masashige als unhistorisch kritisierte, wurde er „Dr. Verneiner“ (抹殺博士, Massatsu Hakase) genannt, gab aver auf Grund heftiger Reaktionen 1893 seinen Lehrstuhl auf. 1907, im Alter von 81 Jahren, unternahm er im Auftrag der „Kaiserlichen Akademie“ eine sechsmonatige Reise nach Wien und andere Städte in Europa und kehrte über Sibirien zurück. 
Shigeno hatte sich von früh auf gebildet, war gut in Shimai (仕舞), dem Nō-Tanz, und Kalligrafie. Zu seinen Werken gehören „Bankoku Kōhō“ (万国公法) – „Internationales öffentliches Recht“, „Hen’nen Nihon no gaishi“ (編年日本外史) – „Chronologische japanische Auslandsgeschichte“, „Ako Gishi Jitsuwa“ (赤穂義士実話) – „Die 47 Rōnin, die wirkliche Geschichte“. Mit Kume Kunitake und Hoshino Hisashi (星野 恒; 1839–1917) verfasste er „Kō honkoku shime“ (稿本国史眼) – „Geschichtsperspektive des Landes, ein Entwurf“, „Dai Nihon Ishin-shi“ (大日本維新史) – „Die Geschichte der Wiederherstellung Großjapans“, „Kokushi no sōran kō“ (国史綜覧稿) – „Umfassender Entwurf der Nationalgeschichte“, „Seisai-bun shoshū“ (成斎文初集) – „Seisai Schriftensammlung Band 1“ „Seisai bun ni-shū“ (成斎文二集) – „Seisai Schriftensammlung Band 2“. Mit  Komaki Masanari (小牧 昌業; 1843–1922) verfasste er „Satsuhan-shi  danshū“  (薩藩史談集) – „Geschichte des Satsuma-Klan“.